# Elex Media Komputindo
PT Elex Media Komputindo – indonezyjskie wydawnictwo książkowe i komiksowe. Firma została założona w 1985 roku i należy do konglomeratu mediowego Kompas Gramedia.
Pierwotnie nakładem wydawnictwa wychodziły książki o tematyce komputerowej i elektronicznej. Z czasem do oferty wydawcy dołączyły inne typy publikacji – periodyki, komiksy, materiały dla dzieci oraz książki z różnych dziedzin wiedzy (np. na temat rodzicielstwa i zarządzania). W ciągu roku Elex Media Komputindo wydaje ponad 2800 nowych tytułów książkowych. Przedsiębiorstwo zajmuje się także opracowywaniem oprogramowania multimedialnego i aplikacji edukacyjnych.
Elex Media Komputindo znajduje się wśród największych wydawców komiksów w Indonezji oraz jest jednym z dwóch najważniejszych wydawców mangi na lokalnym rynku (obok M&C Comics). Od 2005 roku Elex Media publikuje również komiksy przeznaczone dla dorosłych odbiorców (pod marką wydawniczą Level Comics).